# Abiturient

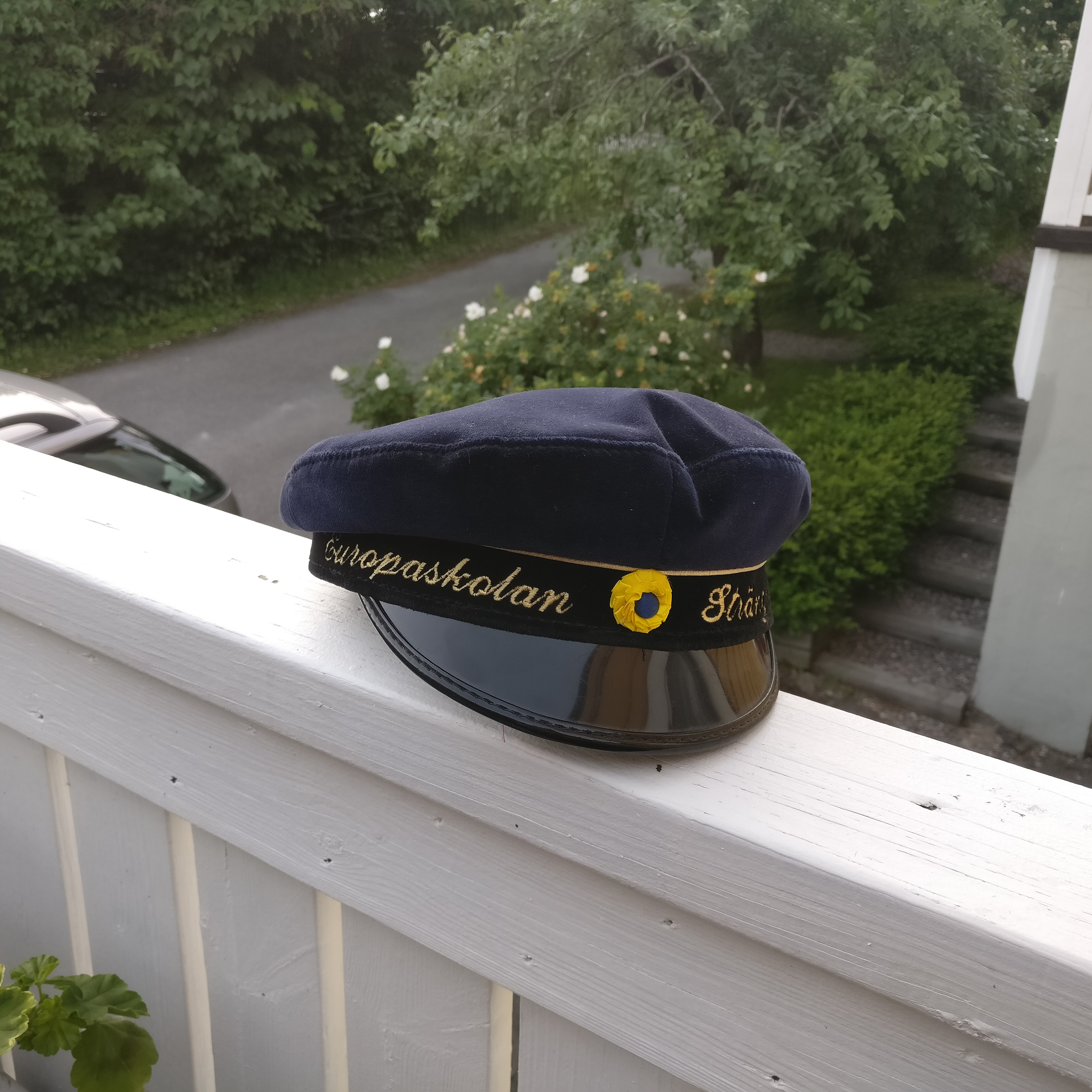
Abiturientmössa från Europaskolan i Strängnäs. Texten lyder: "Europaskolan" på höger sida för bäraren, samt "Strängnäs" på dess vänstra sida. en traditionell blågul krokad pryder framsidan, och insidan är av klassisk uppsalamodell

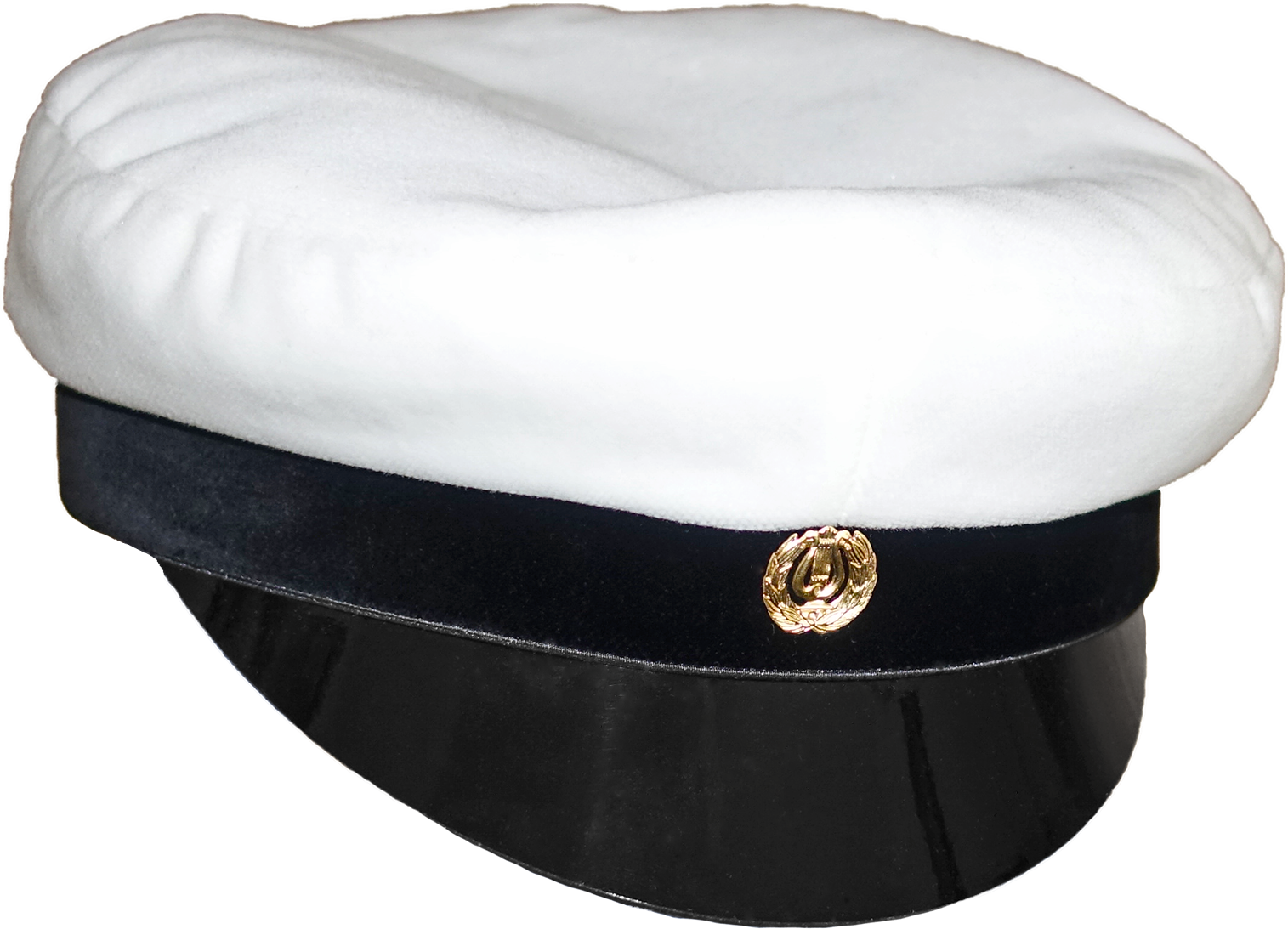
Finsk studentmössa

Abiturient kallas den som kandiderar för studentexamen. Sedan 1968 förekommer inga abiturienter i Sverige, eftersom studentexamen är avskaffad, medan begreppet fortfarande existerar i Tyskland, Baltikum och Finland. I Finland har abiturienterna under det sista året en mängd olika traditioner, till exempel de gamlas dans, abikryssning och bänkskuddagille. 
Begreppet används även fortfarande på vissa internatskolor där varje hem har en specifik färg på mössan. Även Europaskolan i Strängnäs firar varje år den period där eleverna skulle kallat sig abiturienter genom inköp av en abiturientmössa, en middag, samt med en intern tappning på ett studentförhör.   
Man kan kalla sig abiturient i och med att man börjat skriva de skriftliga proven i studentexamen, i avvaktan på examensresultatet. I Sverige var det brukligt att, efter att de skriftliga proven var klara och betygsatta, göra sig en abiturientmössa med diverse attribut som utsmyckning, där olika detaljer bland annat signalerade provresultaten. En del av funktionen hos denna utsmyckning lever idag vidare i diverse text på studentmössan, men abiturientmössan var, till skillnad från studentmössan, avsedd att bara användas några veckor, så utsmyckningen var vildare. Exempel på attribut för skrivningsbetyg:
- Tofs på skaft: stora A
- Tofs dikt mot mössan: lilla a
- Rosett: AB
- Säkerhetsnål: Ba
- Trådrulle: B
- Kork: BC

I Finland bär finska och finlandssvenska abiturienter olika modellers studentmössor. Den finlandssvenska mössan är högre och pryds av en större lyra (en slags brosch på framsidan). Färgerna och mönstret inuti mössan signalerar vilken nation studenten tillhör, alltså varifrån hen är hemma. Under 1990-talet började också examinander från yrkesskolor att använda examensmössor. Dessa har fler färger än vanliga studentmössor, färgerna visar vilken examen som tagits.  Teknologstuderande på universiteten har en tofs på sin studentmössa.